# Jambi (пісня Tool)
«Jambi» — пісня американського рок-гурту Tool, промосингл з альбому 10,000 Days 2006 року.

## Про пісню
Назва пісні «Jambi» відсилає до героя американського дитячого телесеріалу Pee-wee's Playhouse, що транслювався наприкінці 1980-х років. Джамбі — це джин, який жив у коштовній скриньці та виконував бажання головного героя серіалу. В пісні Tool ліричний герой звертається до джина, щоб той виконав його бажання, а в обмін він готовий «віддати все». Співак Мейнард Кінен пояснював, що, як і декілька інших пісень з альбому, ця була присвячена його загиблій матері, і він віддав би все за те, щоб провести ще один день з нею.
Пісня вирізняється важкими гітарними рифами, часто зіграними на одній відкритій струні із використанням поліритмів та складних розмірів, написаними під впливом гурту Meshuggah. Гітарист Meshuggah Мортен Хагстрем називав «Jambi» «найкращим, що я чув у Tool». Також у ній вперше в піснях Tool можна почути гітарний ефект ток-бокс, який Адам Джонс додав, надихаючись творчістю Джо Волша з гурту Eagles.

## Місця в чартах
| Хіт-парад                    | Дата дебюту в чарті | Найвища позиція |
| ---------------------------- | ------------------- | --------------- |
| Active Rock                  | 3 лютого 2007       | 5               |
| Mainstream Rock Airplay      | 10 лютого 2007      | 7               |
| Canada Rock                  | 17 березня 2007     | 41              |
| Heritage Rock                | 17 березня 2007     | 12              |
| Alternative Airplay          | 14 квітня 2007      | 23              |
| Hot Rock & Alternative Songs | 17 серпня 2019      | 21              |
| Rock Digital Song Sales      | 17 серпня 2019      | 15              |
| Hard Rock Digital Song Sales | 17 серпня 2019      | 13              |
| Hot Rock Songs               | 17 серпня 2019      | 21              |